# Igreja de São Pedro (Ericeira)
A Igreja de São Pedro, ou Igreja Paroquial de São Pedro, localiza-se na Ericeira, município de Mafra. Originalmente, em 1466, esta Igreja paroquial foi uma capela, a Capela de São Pedro.
A partir de 1658 foi várias vezes ampliada até atingir a actual dimensão. A capela-mor exibe quatro telas retratando a vida de São Pedro e, ainda, o retábulo e o sacrário em talha e imagens barrocas de São João Evangelista e de São Pedro. Frente à igreja existe um cruzeiro que foi erigido em 1782.
Na nave existem quatro altares laterais com as seguintes invocações: Nossa Senhora da Conceição, Sagrado Coração de Jesus, Nossa Senhora do Rosário e o Calvário.
Na sacristia está actualmente o altar de Nossa Senhora do Carmo, que primitivamente estava no alpendre da igreja (actualmente destruído para ampliação do templo).
A Igreja de São Pedro está classificada como Imóvel de Interesse Público desde 1984.